# A színigazgató
A színigazgató Gottlieb Stephanie (1741–1800) II. József császár megbízásából írt komédiája, amihez Wolfgang Amadeus Mozart egy nyitányt, két áriát, egy tercettet és egy fináléként funkcionáló együttest komponált. A darab nem tekinthető igazi operának, ugyanis a prózai részek többségben vannak a zenés számokkal szemben. Így legfeljebb a daljáték vagy a zenés komédia műfaji megjelöléssel illethetjük.

## A mű története
A darab elkészítésére II. József adott megbízást. Mozart a zenei anyaggal 1786. február 3-án lett kész, négy nappal később pedig az ősbemutatóra is sor került a Schönbrunni Palotában, a holland főkormányzó Albert Casimir és felesége, Marie Christine látogatásának alkalmából rendezett estélyen. A színigazgató Antonio Salieri (aki ekkoriban udvari karmester és zeneszerző volt) Prima la musica e poi la parole című egyfelvonásosával egy estén került bemutatásra. 
Salieri darabja jóval nagyobb sikert aratott és még éveken át műsoron maradt, míg Mozart zenés komédiája a premier után a zeneszerző életében már csak egyszer került színpadra, 1786. február 18-án a Kärtnertortheaterben. Aztán Mozart halála után Carl Ditters von Dittersdorf kiegészítette a vígjáték zenei anyagát, 1797-ben ezt a változatot játszották a Theater an der Weienben. A 19. században Haydn, Cimarosa és más szerzők operáiból kölcsönzött zenei kiegészítésekkel játszották a darabot. Aztán a 20. században visszatértek az eredeti partitúrához. 
A színigazgató magyarországi premierjére 1946-ban került sor a Vígoperában. Később a Magyar Állami Operaház is műsorra tűzte a darabot. Ma általában Cimarosa, Haydn vagy más korabeli szerző egyfelvonásosával közösen szokták előadni.

## A mű szereplői
| Szereplő                         | Hangfekvés       |
| -------------------------------- | ---------------- |
| Frank, színigazgató              | próza            |
| Eiler, bankár                    | próza            |
| Buff, színész                    | basszus          |
| Herz, színész                    | próza            |
| Pfeil kisasszony, színésznő      | próza            |
| Krone kisasszony, színésznő      | próza            |
| Vogelsang asszony, színésznő     | próza            |
| Vogelsang, a férje, énekes       | tenor            |
| Herz asszony, énekesnő           | koloratúrszoprán |
| Silberklang kisasszony, énekesnő | szoprán          |
|                                  |                  |

## A mű cselekménye
Frank színigazgató új társulat megalakítására készül. Színvonalas, igényes repertoárt szeretne összeállítani, de Buff lebeszéli tervéről. Szerinte inkább szórakoztató darabokat kellene játszaniuk, mert az sokkal jövedelmezőbb. Ezután megkezdődik az új tagok meghallgatása, próbaszereplése. Pfeil kisasszony már a meghallgatás előtt bekerült a társulatba, hiszen ő annak a bankárnak a szeretője, aki az egész vállalkozást pénzeli. A prózai színészekkel könnyű dolga van a direktornak: egymás után érkeznek és adnak elő egy-egy darabrészletet, így van miből válogatni. Közben az énekesnők között kitör a rivalizálás. Ugyanis Herz asszony és Silberklang kisasszony nem pusztán a társulat tagja akar lenni: mindketten a primadonna, a színház első számú sztárénekesének a szerepére pályáznak. Megindul a vita a művésznők között, hogy kettőjük közül ki a jobb énekes, ami aztán heves veszekedésbe torkollik. Vogelsang csak nagy nehezen tudja lecsillapítani a kedélyeket. Végül abban állapodnak meg, hogy majd a közönség eldönti, ki a nagyobb művész, ki érdemli meg a primadonna címet.

## Hangfelvételek
A műből készült hangfelvételek többsége nem tartalmazza a színdarab prózai részeit, csak a zenés számokat. Ennek következtében nem önálló CD-n, hanem más művekkel közösen szokták kiadni, ahogy az alábbi, a teljes prózai szöveget tartalmazó CD-n is:
- Kiadás: Teldec (Amszterdam), 8.43 336 1, CD, DDD, Stereo
- Közreműködők: Concertgebouw Amsterdam zenekara, vezényel: Nikolaus Harnoncourt
- Szereplők:

Silberklang kisasszony – Laki Krisztina
Herz asszony – Nádor Magda
Vogelsang – Thomas Hampson
Buff – Harry van de Kamp